# Васил Събински
Васил Георгиев Събински е български офицер, бригаден генерал.

## Биография
Роден е на 27 октомври 1964 г. в Кюстендил. През 1988 г. завършва Висшето народно военно училище във Велико Търново като офицер и инженер по далекосъобщителна техника. Назначен е като командир на рота в 75-а свързочна бригада, от 1988 г, където служи до 1995 г. От 1995 г до 1996 г. е асистент във военното училище в Търново. От 1996 г до 1998 г. завършва Факултет „Командно-щабен“ на Военната академия в София, специалност „Комуникационни и информационни системи“. Между 1998 г и 2000 г. е командир на батальон в 62-ра свързочна бригада. От 2000 г. до 2005 г. е в командването на Стратегическата КИС. През 2006 г. завършва Факултет „Национална сигурност и отбрана“ на Военната академия в София. Между 2006 г. и 2007 г. е заместник-командир на военно формирование 38040 – Свързочната бригада. След това завършва Националния университет по отбраната във Вашингтон, САЩ. От 2007 г. до 2010 г. служи в дирекция „Комуникационни и информационни системи““ към Генералния щаб, и към Министерството на отбраната.
Между 2010 г. и 2014 г. е началник на отдел „Политика и изисквания“ в дирекция „Комуникационни и информационни системи“ във Военния секретариат на Европейския съюз в Брюксел, Белгия. От 29 юли 2014 до 1 август 2017 г. е командир на стационарната „Комуникационни и информационни системи“. От 1 август 2017 г. е директор на дирекция „Комуникационни и информационни системи“ във Военния секретариат на Европейския съюз в Брюксел, Белгия. (Dir E – Communication and information systems & cyber defence) На тази длъжност отговаря за развитието и насоките за прилагане, действие и поддръжка на CIS и кибер-отбраната (CD) в подкрепа на дейностите по развитие на кибер-сигурността, участва в планирането като експерт по CIS и CD на стратегическо и оперативно ниво, предоставя CIS- и CD-елементите при планиране и оценка на кризисни реакции за военни операции и учения. С указ № 170 от 12 юли 2021 г. е освободен от длъжността директор на дирекция „Комуникационни и информационни системи“ във Военния секретариат на Европейския съюз в Брюксел, Белгия, считано от 1 август 2021 г. С указ № 214 от 17 август 2021 г. е назначен за командир на Командване за комуникационно-информационна поддръжка и киберотбрана, считано от 1 септември 2021 г. Освободен е от длъжността на 3 октомври 2022 г. и назначен за директор на дирекция „Комуникационни и информационни системи“. Освободен е от длъжността на 28 август 2023 г. и излиза в запаса.

## Военни звания
- Лейтенант (1988)
- Старши лейтенант (1991)
- Капитан (1995)
- Майор (1998)
- Подполковник (2002)
- Полковник (2006)
- Бригаден генерал (1 август 2017)